# Юліус Депфнер
Юліус Август Депфнер (нім. Julius August Döpfner; 26 серпня 1913, Гаузен (зараз частина Бад-Кіссінгена), Королівство Баварія — 24 липня 1976, Мюнхен, ФРН) — німецький кардинал. Єпископ Вюрцбурга з 11 серпня 1948 року по 15 січня 1957 року. Єпископ Берліна з 15 січня 1957 року по 3 липня 1961 року. Архієпископ Мюнхена і Фрайзінга з 3 липня 1961 року по 24 липня 1976 року. Кардинал-священник з 15 грудня 1958 року, з титулом церкви Санта-Марія-делла-Скала з 18 грудня 1958 року.

## Біографія
Юліус Депфнер народився в Гаузені (сьогодні частина Бад-Кіссінгена) в сім'ї Юліуса Маттеуса та Марії Депфнер. Він був охрещений через два дні, 28 серпня 1913 року. У Депфнера була сестра Марія та два брати, Пауль та Отто. Вступивши до гімназії, яку утримували августинці в Мюннерштадті, у 1924 році, він згодом навчався у Вюрцбурзькій семінарії та Папському німецько-угорському коледжі в Римі. Депфнер був висвячений на священика архієпископом Луїджі Тралья 29 жовтня 1939 року, а потім закінчив навчання в Папському Григоріанському університеті, де в 1941 році отримав ступінь доктора богослов'я, написавши дисертацію про кардинала Джона Генрі Ньюмена. Він працював капеланом у Гросвальштадті до 1944 року.
11 серпня 1948 року Депфнер був призначений єпископом Вюрцбурга Папою Пієм XII. Він отримав єпископську хіротонію наступного 14 жовтня від архієпископа Йозефа Кольба, а співсвятителями були єпископи Йозеф Шреффер та Артур Ландграф. Хіротонія відбулася в колегіальній церкві Ноймюнстера у Вюрцбурзі, оскільки Вюрцбурзький собор був непридатним для використання через бомбардування Вюрцбурга під час Другої світової війни.
Він був призначений єпископом Берліна 15 січня 1957 року та став наймолодшим членом Колегії кардиналів, коли Папа Іван XXIII на консисторії 15 грудня 1958 року посвятив його кардиналом-священиком Санта-Марія делла Скала (pro hac vice).
3 липня 1961 року Депфнер був підвищений до архієпископа Мюнхена та Фрайзінга, брав участь у Другому Ватиканському соборі (1962—1965) та був членом його Президії. Разом із кардиналом Раулем Сільвою Енрікесом він допомагав кардиналу Леону-Етьєну Дювалю виголосити одне із заключних послань Собору 8 грудня 1965 року.
Німецький прелат був одним із кардиналів-виборців на папському конклаві 1963 року, на якому було обрано Папу Павла VI.
З 1965 по 1976 рік Депфнер був головою Конференції німецьких єпископів і, таким чином, речником Католицької Церкви в Німеччині. Його часто називали папабіле, але він помер у віці 62 років в архієпископській резиденції Мюнхена.